# Базелски мир (1499)
Базелски мир од 22. септембра 1499. био је примирје након битке код Дорнаха, чиме је окончан Швапски рат, вођен између Швапске лиге и Старе швајцарске конфедерације.
Иако је рат завршен вишеструким победама Швајцарске, и Швајцарска и Швапска лига су били исцрпљени, а лидери обе стране су желели мир. Две стране су се састале у Базелу да би се договориле о условима мира.
Уговор је територијално вратио Status quo ante bellum. Осам од десет чланова Лиге десет јурисдикција потврђено је као номинално подређено Хабзбурзима, али је њихово чланство у лиги и савез са Швајцарском Конфедерацијом требало да остане на снази.
Швајцарци су такође били ослобођени аустријских царских пореза и царске јурисдикције. Дакле, Швајцарска Конфедерација је била де факто независна и није приморана да се придружи царском округу. Хабзбурзи су били приморани да се одрекну својих династичких претензија у Швајцарској.
Надлежност над Тургауом, која је раније била царска зајма граду Констанцу, требало је да пређе на Швајцарску Конфедерацију. Царска забрана и сви ембарго против швајцарских кантона требало је да се укину.
У швајцарској историографији 19. века, споразум је представљен као важан корак ка де факто независности Швајцарске Конфедерације од Светог римског царства. Према речима Вилхелма Охслија (1890), уговор је представљао „немачко признање швајцарске независности“. Ово гледиште се у литератури 20. века сматра неодрживим, јер нема назнака да су вође Конфедерације у то време имале било какву жељу да се дистанцирају од Светог римског царства. Ипак, Конфедерација је уговором значајно ојачана као држава унутар Царства, а непосредна последица тога је било припајање Базела и Шафхаузена 1501. године, као део експанзије (1481 – 1513) са касног средњег века од Осам кантона на раних модерних Тринаест кантона.